# フランスギャロ
フランスギャロ (France Galop) は、フランスにおける競馬統括機関のひとつ。
統括対象はフランスの駈歩競走 (平地競走および障害競走)。パリ地区における駈歩競走の競馬施行体でもある。速歩競走は別団体であるシュヴァルフランセが管轄している。先進国で複数の競馬統括団体を設置しているのは、フランスと日本（日本中央競馬会と地方競馬全国協会の2団体）程度である。

## 概要
フランスギャロは1995年5月3日に4つの異なる組織の合併により設立された。役割は競走馬の品種改良を促進することである。1901年の法律により農業・食料・漁業・農村省と経済・財政・産業省の二重監督下に置かれている。
フランスギャロは5つの競馬場 (パリロンシャン競馬場、オートゥイユ競馬場、サンクルー競馬場、シャンティイ競馬場、ドーヴィル競馬場) において競走を主催し、3つのトレーニングセンター (シャンティー、ドーヴィル、メゾンラフィット) も管理している。
それに加えアンギャン競馬場で障害競走を開催している。

## 沿革
- 1833年11月11日 - フランス馬種改良奨励協会 (Société d'encouragement pour l'amélioration des races de chevaux en France) が設立[3][4]。
- 1863年 - フランス障害競走協会 (Société des Steeple-chases de France) が設立[3]。
- 1885年 - フランススポーツ協会 (Société de Sport de France) が設立[3]。
- 1887年 - スポーツ奨励協会 (Société Sportive d’Encouragement) が設立[3]。
- 1992年 - 馬種改良奨励協会と障害競走協会が合併しフランス平地障害競走協会 (Société d'Encouragement et des Steeple-Chases de France) が設立[3]。
- 1993年 - 再編に向けて平地障害競走協会、スポーツ奨励協会、フランススポーツ協会が参加するGIEギャロ協会 (GIE Galop) が設立[4]。
- 1995年5月3日 - GIEギャロ協会の参加協会が合併しフランスギャロが設立[3][4]。
- 2011年4月17日、日本で発生した東日本大震災の被災者を支援するためのチャリティー競馬を開催した[5]。

## 組織
フランスギャロは50人の委員会、12人の理事会、450人の従業員で構成される。

### 歴代会長
| 代 | 氏名                                                         | 就任時期    | 備考           |
| -- | ------------------------------------------------------------ | ----------- | -------------- |
| 1  | ジャン＝リュック・ラガルデール (Jean-Luc Lagardère)          | 1995-2003   | 在任のまま死去 |
| 2  | エドゥアール・ド・ロトシルト (Edouard Etienne de Rothschild) | 2004 - 2011 |                |
| 3  | ベルトラン・ベランギエ (Bertrand Belinguier)                 | 2011 -      |                |